# Gonocephalus megalepis
Gonocephalus megalepis là một loài thằn lằn trong họ Agamidae. Loài này được Bleeker mô tả khoa học đầu tiên năm 1860.